# Burmagomphus hasimaricus
Burmagomphus hasimaricus е вид водно конче от семейство Gomphidae.

## Разпространение
Видът е разпространен в Индия (Дарджилинг и Западна Бенгалия) и Непал.